# Claudia Casabianca
Claudia Casabianca (21 de marzo de 1960, Buenos Aires) es una tenista profesional retirada de argentina que disputó en varias ocasiones torneos de Grand Slam en las décadas de los años 1970 y 1980. Es conocida por haber sido la primera campeona argentina de un torneo de Grand Slam Junior, en concreto en el Abierto de Estados Unidos de 1977. Después pasó al profesionalismo, pero no logró ganar ningún torneo de la WTA o de la ITF. Llegó a ser la número 38 del ranking mundial y disputó dos partidos de la Copa Federación con su país en 1978 y 1980. Se retiró a los 26 años tras una lesión de rodilla.

## Trayectoria
Empezó a jugar al tenis a los 5 años en el Club Comunicaciones. A los 8 años comenzó a jugar torneos, siendo campeona de varios torneos en infantiles, cadetes, juveniles, y al ser número uno del ranking nacional en esa categoría en 1977 la Asociación Argentina de Tenis la ayudó para participar en juveniles en el Abierto de Estados Unidos. En 1977 y 1978 ganó el Banana Bowl en la categoría mujeres menores de 18 años.
En cuartos de final derrotó a la checa Hana Mandlikova (número dos mundial), y en semifinales a la también checa Hana Strachanova (número tres), antes de enfrentarse a la número 1 mundial junior, la local Lea Antonopolis, a la que también venció por 3-6, 6-4 y 6-3, adjudicándose el torneo. Con esa edad también ganó varios torneos Sudamericanos y alcanzó los cuartos de final en Roland Garros y en Wimbledon. Lideró el ranking nacional en varias ocasiones durante las décadas de los años 1970 y comienzos de los años 1980. Entre los años 1978 y 1980 formó parte del equipo nacional que participó en la Copa Federación. Disputó la segunda ronda ante Francia en 1978, y perdió el partido de dobles que disputó junto a Raquel Giscafre. En 1980 jugó la primera ronda ante Países Bajos y ganó a Elly Appel por 6-3 6-2.
Como profesional llegó a la segunda ronda de Roland Garros en tres ocasiones, en 1977, 1980 y 1981. A esa misma ronda llegó en el Abierto de Estados Unidos en 1978 y 1980. En Roland Garros llegó a la tercera ronda en dobles en 1977 y 1979. El máximo puesto que consiguió en la clasificación de la WTA fue el 38.º. Se retiró en 1986 tras una lesión en la rodilla.

## Vida personal
Poco después de su retirada comenzó a dar clases de tenis a personas con diversas discapacidades mentales. Tiene dos hijos: Giuliano y Gina.

## Clasificación histórica
| Torneos               | 1977 | 1978 | 1980 | 1981 | Participaciones | Ganados-Perdidos |
| --------------------- | ---- | ---- | ---- | ---- | --------------- | ---------------- |
| Torneos de Grand Slam |      |      |      |      |                 |                  |
| Abierto de Australia  |      |      |      |      | 0 / 0           | 0-0              |
| Roland Garros         | 2R   |      | 2R   | 2R   | 0 / 3           | 0–3              |
| Wimbledon             |      |      |      | 1R   | 0 / 1           | 0–1              |
| US Open               |      | 2R   | 2R   |      | 0 / 2           | 0–2              |
| Ganados-Perdidos      | 0–1  | 0–1  | 0–2  | 0–2  | 0 / 6           | 0–6              |